# Cabillus lacertops
Cabillus lacertops es una especie de pez de la familia de los Gobiidae en el orden de los Perciformes.

## Hábitat
Es un pez de mar y de clima subtropical y asociado a los arrecifes de coral. 

## Distribución geográfica
Se encuentra en Australia, Txagos, Japón (incluyendo las Islas Ryukyu), Sudáfrica y Tonga